# Зарічненська сільська рада (Джанкойський район)
Зарі́чненська сільська́ ра́да — адміністративно-територіальна одиниця та орган місцевого самоврядування у Джанкойському районі Автономної Республіки Крим. Адміністративний центр — село Зарічне.

## Загальні відомості
- Населення ради: 3 666 осіб (станом на 2001 рік)

## Населені пункти
Сільській раді були підпорядковані населені пункти:
- с. Зарічне
- с. Армійське
- с. Болотне
- с-ще Митюрине
- с. Низинне
- с. Перепілкине
- с. Суміжне

## Склад ради
Рада складалася з 20 депутатів та голови.
- Голова ради: Краснооков Віктор Васильович
- Секретар ради: Карєва Антоніна Федорівна

### Керівний склад попередніх скликань
| Прізвище, ім'я, по батькові  | Основні відомості                                                         | Дата обрання | Дата звільнення |
| ---------------------------- | ------------------------------------------------------------------------- | ------------ | --------------- |
| Краснооков Віктор Васильович | Сільський голова, 1953 року народження, освіта вища, безпартійний         | 26.03.2006   | 31.10.2010      |
| Краснооков Віктор Васильович | Сільський голова, 1953 року народження, освіта вища, член Партії регіонів | 31.10.2010   |                 |

Примітка: таблиця складена за даними сайту Верховної Ради України

### Депутати
За результатами місцевих виборів 2010 року депутатами ради стали:

#### За суб'єктами висування
| Суб'єкт висування | Кількість обраних депутатів | %  |
| ----------------- | --------------------------- | -- |
| Партія регіонів   | 19                          | 95 |
| Самовисування     | 1                           | 5  |

#### За округами
| № округу        | Прізвище, ім'я, по батькові        | Дата визнання обраним | Освіта | Партійна приналежність | Відомості про обраного депутата                   |
| --------------- | ---------------------------------- | --------------------- | ------ | ---------------------- | ------------------------------------------------- |
| Партія регіонів |                                    |                       |        |                        |                                                   |
| 1               | Карандасова Антоніда Григорівна    | 01.11.2010            | вища   | член Партії регіонів   | пенсіонер                                         |
| 2               | Савіна Юлія Вікторівна             | 01.11.2010            | вища   | член Партії регіонів   | Зарічненська сільська рада, діловод               |
| 3               | Карєва Антоніна Федорівна          | 01.11.2010            | вища   | член Партії регіонів   | Зарічненська сільська рада, секретар              |
| 4               | Ібраімова Арзі Піратівна           | 01.11.2010            | вища   | позапартійна           | Зарічненська дитяча музична школа, секретар       |
| 5               | Йолохова Зінаїда Володимирівна     | 01.11.2010            | вища   | член Партії регіонів   | Зарічненська сільська рада, касир                 |
| 6               | Лічман Олег Володимирович          | 01.11.2010            | вища   | член Партії регіонів   | тимчасово не працює                               |
| 7               | Нейгум Марія Геннадіївна           | 01.11.2010            | вища   | позапартійна           | домогосподарка                                    |
| 8               | Бакуменко Олена Василівна          | 01.11.2010            | вища   | член Партії регіонів   | домогосподарка                                    |
| 9               | Скрипниченко Олександр Миколайович | 01.11.2010            | вища   | член Партії регіонів   | приватний підприємець                             |
| 10              | Мезенцева Катерина Іванівна        | 01.11.2010            | вища   | член Партії регіонів   | Зарічненська загальноосвітня школа, психолог      |
| 11              | Носович Ніна Анатоліївна           | 01.11.2010            | вища   | член Партії регіонів   | Зарічненська сільська бібліотека, завідувачка     |
| 12              | Решетньов Володимир Іванович       | 01.11.2010            | вища   | член Партії регіонів   | тимчасово не працює                               |
| 14              | Довгопол Любов Анатоліївна         | 01.11.2010            | вища   | член Партії регіонів   | бібліотека, с. Перепілкине, бібліотекар           |
| 15              | Аджимуратова Едіє Євсіївна         | 01.11.2010            | вища   | член Партії регіонів   | тимчасово не працює                               |
| 16              | Османова Сойора Ельберівна         | 01.11.2010            | вища   | член Партії регіонів   | Зарічненська сільська рада, землевпорядник        |
| 17              | Асанов Рефат Меметович             | 01.11.2010            | вища   | член Партії регіонів   | тимчасово не працює                               |
| 18              | Пукас Валентина Сергіївна          | 01.11.2010            | вища   | член Партії регіонів   | домогосподарка                                    |
| 19              | Кудюкова Тамара Володимирівна      | 01.11.2010            | вища   | член Партії регіонів   | домогосподарка                                    |
| 20              | Зекіряєва Феріда Нафіївна          | 01.11.2010            | вища   | член Партії регіонів   | пенсіонер                                         |
| Самовисування   |                                    |                       |        |                        |                                                   |
| 13              | Темішев Енвер Бекірович            | 01.11.2010            | вища   | позапартійний          | Зарічненський навчально-виховний заклад, електрик |